# Armoured Multi-Purpose Vehicle
Armoured Multi Purpose Vehicle (AMPV) – silnie opancerzony, lekki pojazd 4x4, który powstał w ramach joint venture między niemieckimi przedsiębiorstwami Rheinmetall MAN Military Vehicles (RMMV) i Krauss-Maffei Wegmann (KMW). Wóz opracowano pod kątem wymagań niemieckiego programu GFF (Geschützten Führungs- und Funktionsfahrzeuge).
AMPV jest pojazdem odmiennym konstrukcyjnie od generacji pojazdów opracowanych podczas zimnej wojny, przy jego tworzeniu skupiano się na jego dostosowaniu do warunków współczesnych konfliktów asymetrycznych. Według twórców, kształt pojazdu od początku został podyktowany spełnieniu wojskowych wymagań taktyczno-technicznych. Na etapie projektowania zespół konstrukcyjny korzystał z doświadczeń uzyskanych podczas misji ISAF w Afganistanie i innych operacji tego typu. W efekcie AMPV jest uznawany za najlepiej chroniony pojazd w swojej klasie.

## Historia
Rozwój AMPV rozpoczął się w 2007 roku, a makieta pojazdu w skali jeden do jednego została po raz pierwszy pokazana na targach uzbrojenia Eurosatory w 2008 roku. Pierwszy w pełni funkcjonalny prototyp został zaprezentowany w rok później.
Z trzech istniejących prototypów jeden został kupiony przez Bundeswehrę i poddany intensywnym próbom, które zakończyły się w 2011 roku.
Początkowo pod nazwą AMPV projektowano rodzinę pojazdów o dopuszczalnej masie całkowitej od 5,3 (typy 1a i 1b) do 9,2 tony (typy 2a i 2b), które miały wpisywać się w wymagania niemieckich wojsk lądowych. W międzyczasie zmieniły one założenia dla nowego pojazdu i ostatecznie stworzono jedynie wozy w odmianie typ 2, dla których dmc wzrosła do 10,1 tony.
Wóz AMPV prezentowany był nie tylko w Niemczech, ale także za granicą. W 2010 roku brał udział w serii prób wysokościowych w Chile. W ich ramach przejechał 2800 km na trasach położonych do 4800 m n.p.m.. Do 2015 roku prototypy przejechały 30 000 km w różnych warunkach klimatycznych i terenowych.
AMPV w odmianie spełniającej wymagania jednostek specjalnych był pokazany na Międzynarodowym Salonie Przemysłu Obronnego w Kielcach we wrześniu 2015. Pojazd w tej odmianie jest proponowany Siłom Zbrojnym RP w ramach programu Wielozadaniowego Wozu Wojsk Specjalnych pod kryptonimem "Pegaz". Prezentowany w Kielcach pojazd to zmodyfikowany drugi prototyp AMPV, będący własnością RMMV. Wóz pokazany na MSPO wyposażony był w zdalnie sterowane stanowisko uzbrojenia ZSMU-127 (z karabinem maszynowym WKM-Bm kalibru 12,7 mm), opracowane przez Zakłady Mechaniczne Tarnów.

## Galeria

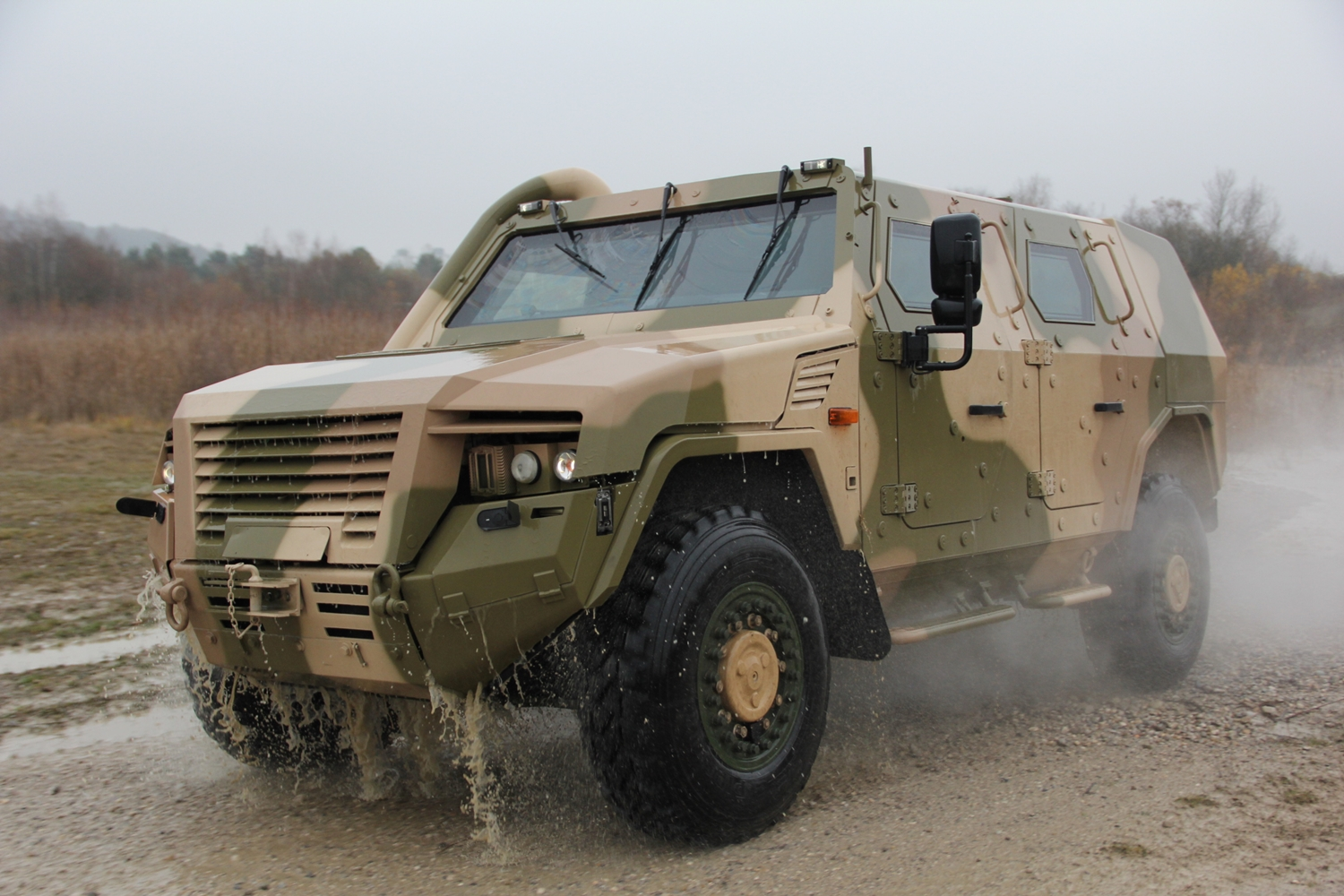
AMPV podczas pokazu
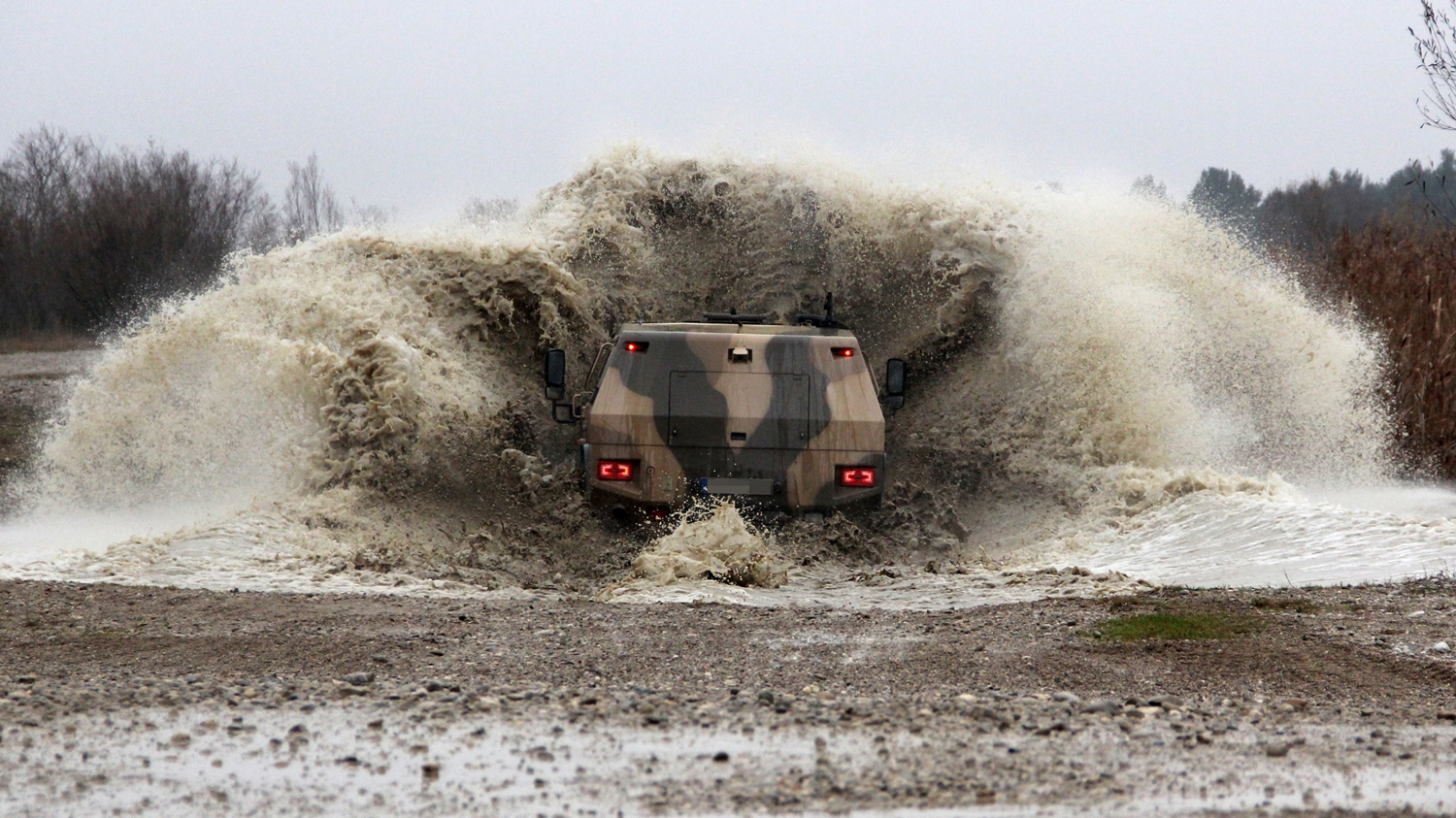
AMPV podczas pokazu
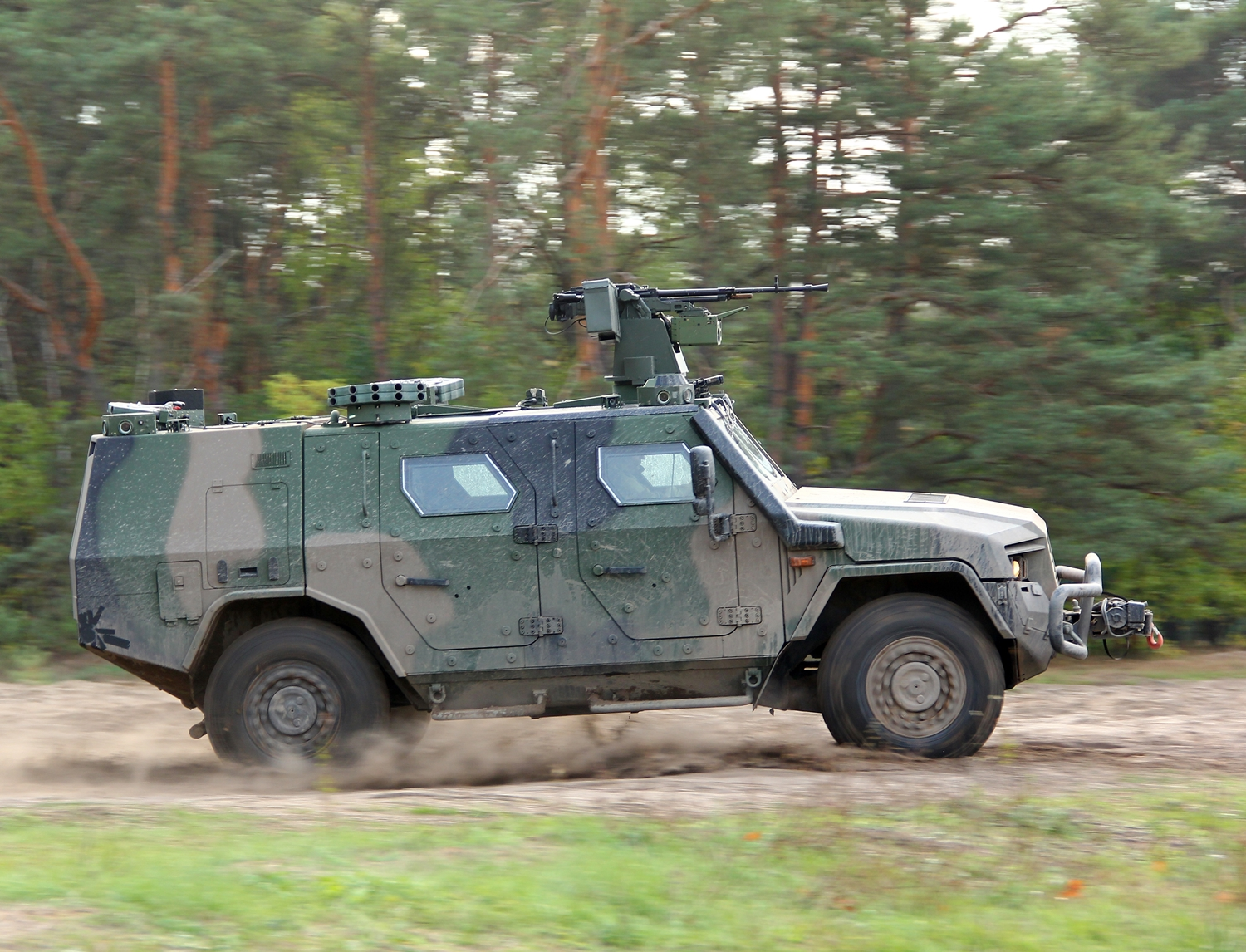
AMPV w odmianie opracowanej w ramach polskiego programu WPWS Pegaz z przedłużoną częścią bagażową